# Mézidon-Canon
Mézidon-Canon är en kommun i departementet Calvados i regionen Normandie i norra Frankrike. Kommunen ligger i kantonen Mézidon-Canon som ligger i arrondissementet Lisieux. År 2018 hade Mézidon-Canon 4 787 invånare.

## Befolkningsutveckling
Antalet invånare i kommunen Mézidon-Canon
Referens:INSEE